# Karol Fiedor (historyk)
Karol Fiedor (ur. 25 lipca 1927 w Koniakowie, zm. 28 października 2010 we Wrocławiu) – polski historyk, specjalizujący się w historii najnowszej, historii Niemiec, historii Polski i powszechnej, metodyce nauczania historii, nauczyciel akademicki związany z Uniwersytetem Wrocławskim.

## Życiorys

### Młodość i studia
Urodził się w 1927 roku w Koniakowie w ubogiej i licznej rodzinie góralskiej. Mając 7 lat rozpoczął edukację uczęszczając do szkoły podstawowej, którą przerwał po wybuchu II wojny światowej, w której trakcie pracował przy wyrębie lasu. Po zakończeniu wojny w 1945 roku przeniósł się z rodziną do Paczkowa, gdzie nadrabiając zaległości szkolne zdał maturę w 1950 roku. W tym samym roku rozpoczął studia historyczne na Uniwersytecie Wrocławskim, które ukończył w 1955 roku.

### Praca naukowo-dydaktyczna
Bezpośrednio po zakończeniu studiów rozpoczął pracę w Archiwum Państwowym we Wrocławiu, a potem w szkolnictwie, najpierw podstawowym, a następnie średnim. Na Uniwersytet Wrocławski powrócił w 1963 roku do Katedry Historii Polski i Powszechnej XIX i XX w., kierowanej przez prof. Henryka Zielińskiego, u którego doktoryzował się w 1964 roku. W 1978 roku habilitował się na Uniwersytecie Śląskim w Katowicach. W 1982 roku został na Uniwersytecie Wrocławskim profesorem nadzwyczajnym, a w 1988 roku profesorem zwyczajnym. Pełnił wiele funkcji na Wydziale Filozoficzno-Historycznym, m.in. prodziekana (1969–1971) i dziekana (1971–1972). W 1973 roku zorganizował od podstaw Zakład Dydaktyki Historii, będąc jego pierwszym kierownikiem. W latach 1975–1980 piastował stanowisko prorektora do spraw studentów i wychowania w ekipie rektora Kazimierza Urbanika. W 1979 roku przeszedł do Instytutu Nauk Politycznych UWr, gdzie w latach 1980–1983 był kierownikiem początkowo Zakładu, a następnie Katedry Badań Niemcoznawczych. W latach 1984–1986 był zastępcą dyrektora Instytutu Nauk Politycznych. Ponadto pracował w Instytucie Śląskim w Opolu i Wyższej Szkole Studiów Międzynarodowych w Łodzi. W 2006 roku w wyniku choroby zrezygnował z wszelkiej działalności naukowo-dydaktycznej. Zmarł w 2010 roku we Wrocławiu i został pochowany w rodzinnym Koniakowie.
Karol Fiedor wykształcił liczne grono historyków, politologów i specjalistów stosunków międzynarodowych. Był promotorem około 400 prac magisterskich, jak i również 16 dysertacji doktorskich. W 1995 roku był promotorem doctora honoris causa Uniwersytetu Wrocławskiego, wiceprzewodniczącego Bundestagu Helmutha Beckera.
Został odznaczony m.in. Krzyżem Kawalerskim Orderu Odrodzenia Polski, Medalem Komisji Edukacji Narodowej i Złotym Krzyżem Zasługi.
Jego żoną była Ryszarda, lekarz-pediatra, z którą miał córkę Małgorzatę, doktora germanistyki.

## Dorobek naukowy
Specjalizował się w stosunkach polsko-niemieckich XIX i XX wieku, w sprawach śląskich oraz polsko-czeskich. Odbył wiele staży naukowych archiwalno-bibliotecznych w RFN i NRD (Berlin, Lipsk, Poczdam, Bonn, Koblencja i Monachium). W jego dorobku naukowym znalazły się liczne studia, artykuły, monografie, a także opracowania syntetyczne (łącznie ponad 350 prac). Do najważniejszych z nich należą książki: 
- Walka z nazewnictwem polskim na Śląsku w okresie hitlerowskim (1933–1939), Wrocław 1966.
- Polscy robotnicy rolni na Śląsku pod panowaniem niemieckim (1918–1932), Wrocław 1968.
- Antypolskie organizacje w Niemczech (1918–1933), Wrocław 1973.
- Bund Deutscher Osten w systemie antypolskiej propagandy, Warszawa-Wrocław 1986.
- Militaryzmowi i faszyzmowi – nie. Carl von Ossietzky, Warszawa 1986.
- Niemieckie plany integracji Europy na tle zachodnioeuropejskich doktryn zjednoczeniowych. 1918–1945, Wrocław 1991.
- Niemiecki ruch obrońców pokoju. 1892–1933, Wrocław 1993.
- Austria. Od gospodarki żarowej do Unii Europejskiej, Opole 2000.
- Polska i Polacy w Trzeciej Rzeszy 1933–1939, Łódź 2005.